# Witold Gutkowski
Witold Gutkowski, ps. „Vis” (ur. 13 września 1928 w Warszawie, zm. 18 listopada 2019 tamże) – polski inżynier mechanik, profesor nauk technicznych, powstaniec warszawski.

## Życiorys
Syn Tadeusza i Estery. W okresie II wojny światowej działał w Szarych Szeregach, brał udział w powstaniu warszawskim (ps. „Vis”), po jego upadku przebywał w niewoli. Po wyzwoleniu mieszkał we Włoszech i w Anglii, gdzie ukończył szkołę średnią. Do Polski powrócił w 1947, podjął studia w Szkole Inżynierskiej im. Hipolita Wawelberga i Stanisława Rotwanda. W został 1954 absolwentem Politechniki Warszawskiej.
Uzyskiwał następnie stopnie doktora (1961) i doktora habilitowanego nauk technicznych (1965), w 1972 otrzymał tytuł profesora nadzwyczajnego, w 1978 został profesorem zwyczajnym. Od 1972 należał do PZPR. W pracy naukowej specjalizował się w mechanice i optymalizacji konstrukcji oraz sterowaniu maszynami roboczymi. Zawodowo związany głównie z Instytutem Podstawowych Problemów Techniki PAN, był m.in. zastępcą dyrektora ds. naukowych (1970–1972) oraz kierownikiem Zakładu Teorii Konstrukcji (1988–1998). Był zatrudniony również na stanowisku profesora w Instytucie Mechanizacji Budownictwa i Górnictwa Skalnego. W latach 1995–2007 był przewodniczącym rady naukowej tej instytucji. Jest autorem publikacji naukowych poświęconych m.in. konstrukcjom prętowym i dźwigarom powierzchniowym.
W 1976 został członkiem korespondentem Polskiej Akademii Nauk, a w 1991 członkiem rzeczywistym PAN. W latach 1987–1995 i 2007–2010 pełnił funkcję przewodniczącego Komitetu Mechaniki PAN. Wszedł w skład rad i kolegiów redakcyjnych czasopism „Mechanika i Komputer” (jako redaktor naczelny w okresie 1977–1992), „Modelowanie Inżynierskie”, „Journal of Theoretical and Applied Mechanics”, „Engineering Optimization” i innych. Uzyskał członkostwo m.in. w Europejskiej Akademii Nauk i American Association for the Advancement of Science, a także członkostwo honorowe w Polskim Towarzystwie Mechaniki Teoretycznej i Stosowanej.
Został pochowany na cmentarzu Powązkowskim (kwatera 258/5/22).

## Odznaczenia
W 2010, za wybitne zasługi dla rozwoju budownictwa i gospodarki narodowej, został odznaczony Krzyżem Komandorskim Orderu Odrodzenia Polski. Wyróżniony także m.in. Warszawskim Krzyżem Powstańczym.